# Academy of Interactive Arts & Sciences
L'Academy of Interactive Arts & Sciences (AIAS), fondata nel 1996, è una organizzazione no-profit che promuove i videogiochi e dà vita al D.I.C.E. Summit, un evento annuale dove è presente la cerimonia degli Interactive Achievement Awards che si tiene ogni anno dal 1998. Il loro gruppo è formato da professionisti del settore, e possono votare il miglior software dell'anno solo i membri che raggiungono un minimo livello di importanza e di esperienza.